# Cardionema burkartii
Cardionema burkartii är en nejlikväxtart som beskrevs av R. Subils. Cardionema burkartii ingår i släktet Cardionema och familjen nejlikväxter. Inga underarter finns listade i Catalogue of Life.